# Кимасозеро
Ки́масозеро (карел. Kiimasjärvi, карел. Kiimaisjärvi, Кимасозерский погост) — деревня в составе Ледмозерского сельского поселения Муезерского района Республики Карелия Российской Федерации.

## Общие сведения
Деревня расположена на южном берегу Кимасозера.

## Памятники истории
В деревне сохраняются памятники истории:
- Братская могила красногвардейцев, погибших в 1922 году
- Могила Гурьева Гаврила Егоровича (1872—1922), расстрелянного белофиннами в 1922 году
- Памятное место, где в январе 1922 года отрядом курсантов Интернациональной военной школы под командованием Тойво Антикайнена был разгромлен белофинский военный штаб
- Братская могила пяти бойцов 1-го (Ухтинского) погранотряда, погибших в июле 1941 года[4].

## Население
Численность населения в 1905 году составляла 121 человек.
| 2002 | 2009 | 2010 | 2013 |
| ---- | ---- | ---- | ---- |
| 38   | ↘20  | ↘16  | ↘11  |

## Известные уроженцы
В деревне родился петербургский купец, меценат Минин М. Т. (?—1877). Оставил по завещанию большие денежные средства на строительство дороги от деревни до села Реболы и новой школы в деревне. В 1885 году школа получила название образцовое сельское училище им. М. Т. Минина.

## Галерея

Кимасозеро
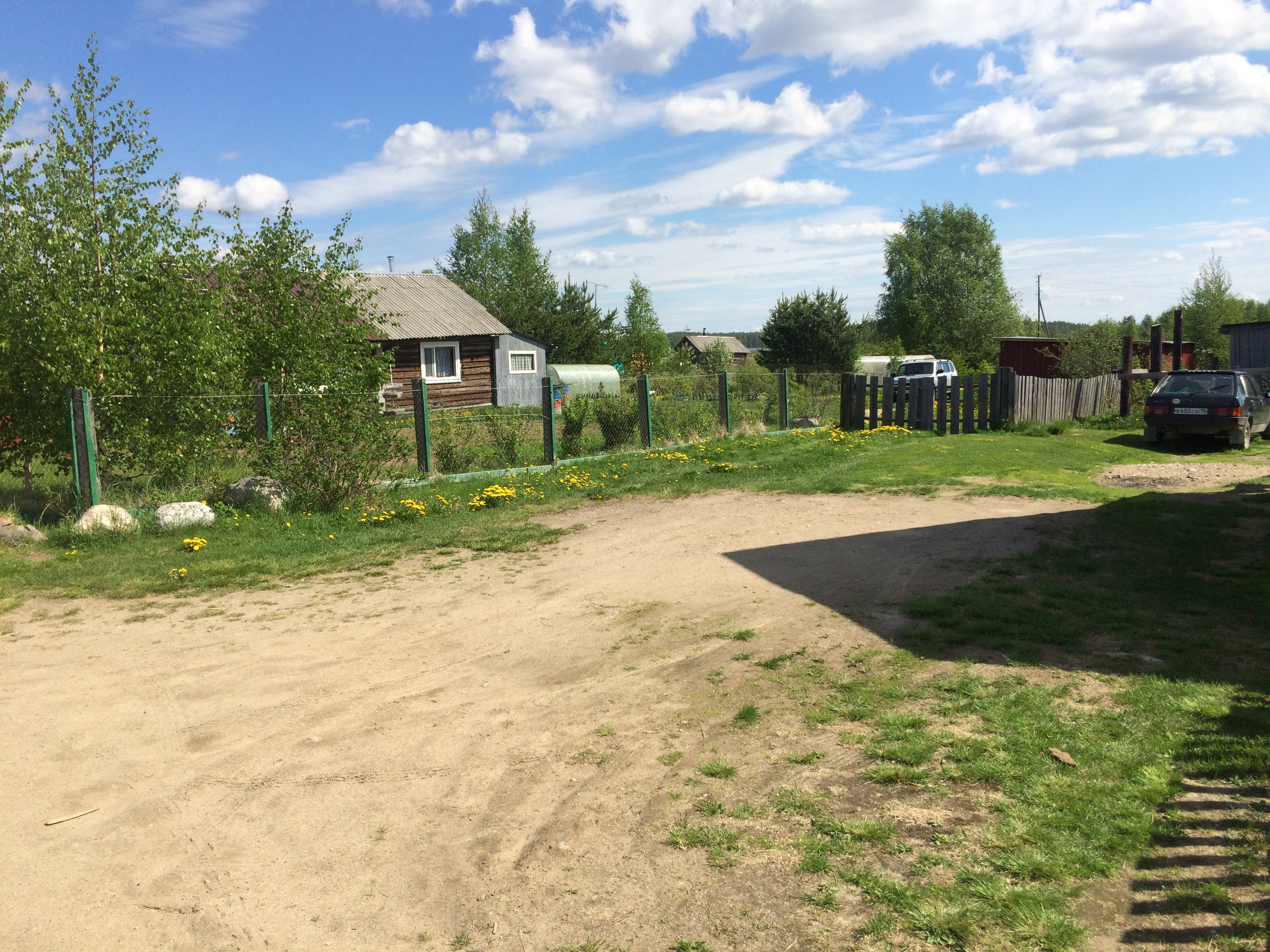
Жилые дома
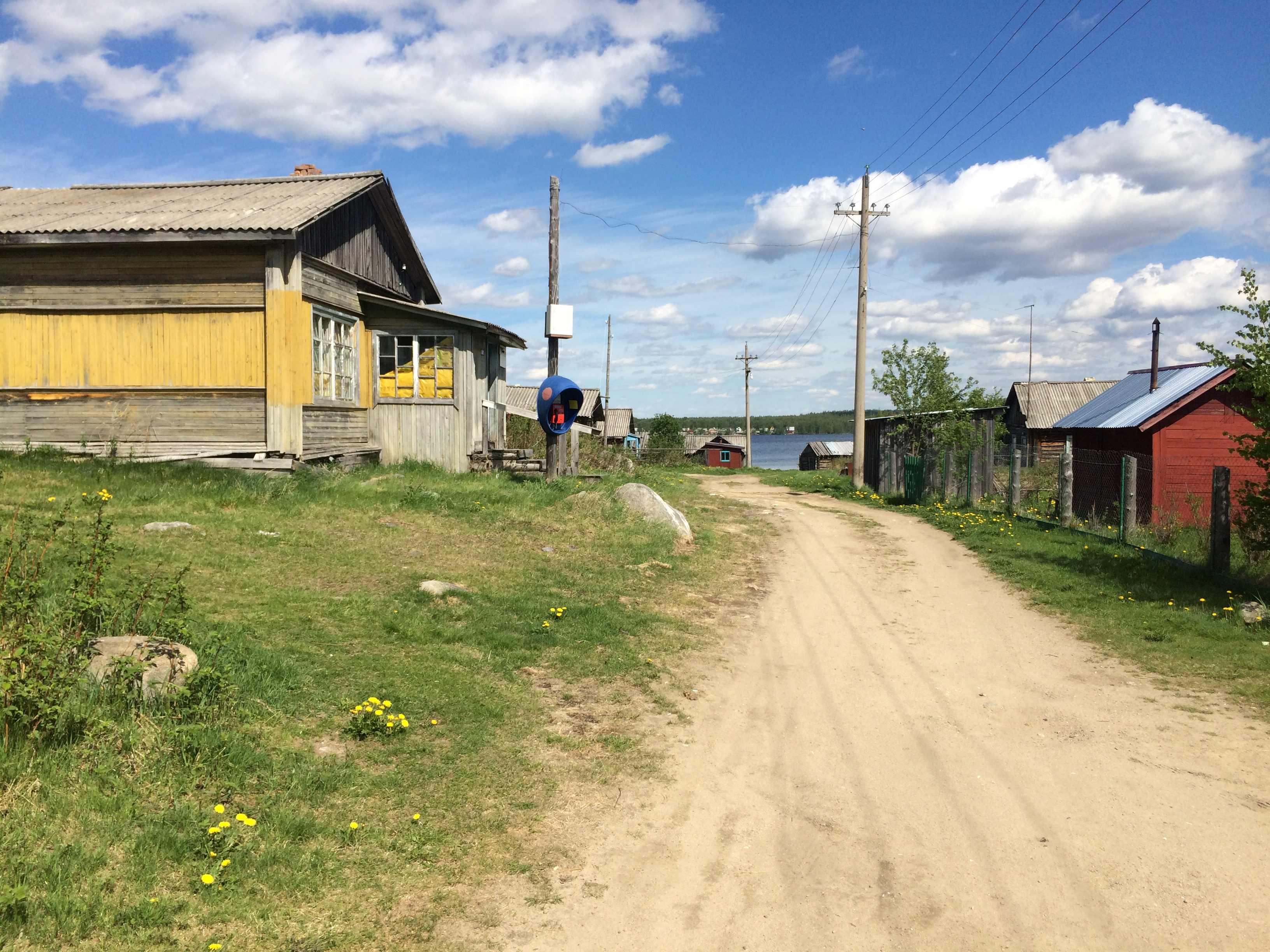
Центр деревни
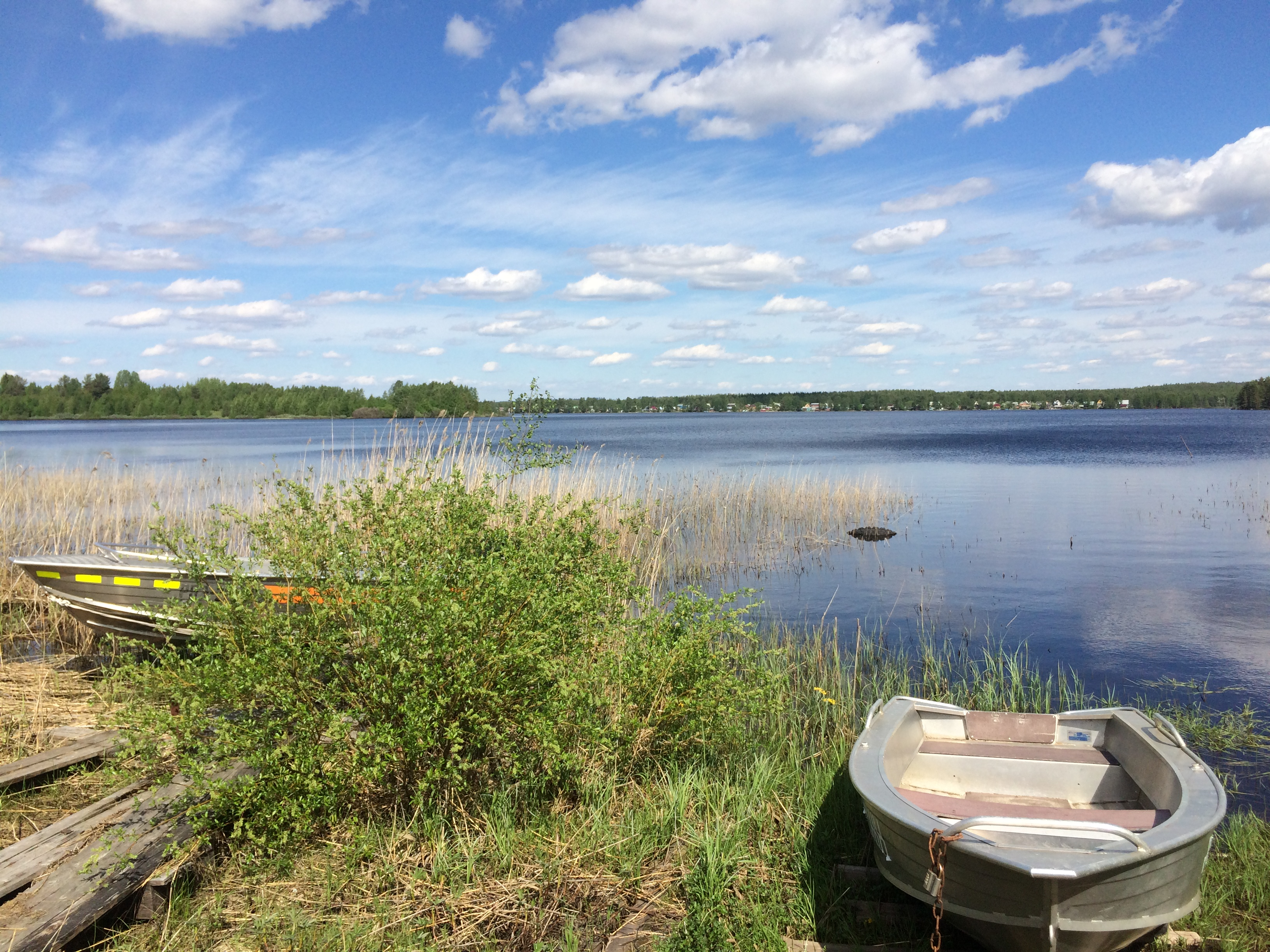
Берег озера